# Семеня, Кастер
Кастер Семе́ня (северный сото Mokgadi Caster Semenya; род. 7 января 1991, Ga-Masehlong, Лимпопо или Полокване) — южноафриканская легкоатлетка, специализируется на дистанциях 800 и 1500 метров. Двукратная олимпийская чемпионка (2012 и 2016 годов), трёхкратная чемпионка мира на дистанции 800 метров.

## Карьера
С 2008 года — студентка спортивного факультета Университета Претории. С 2008 года начала участвовать в международных соревнованиях по бегу, приняв участие в юношеском чемпионате мира и выиграв дистанцию 800 метров на молодёжных Играх Содружества. В 2009 году стала победительницей чемпионата Африки по лёгкой атлетике среди юниоров на дистанциях 800 и 1500 метров, показав исключительно высокий результат, особенно на 800 метрах (лучший результат сезона в мире, национальный рекорд среди взрослых), и в необычной степени улучшив свои предыдущие результаты на обеих дистанциях. В августе 2009 года Семеня выиграла чемпионат мира по лёгкой атлетике на дистанции 800 метров, вновь показав лучшее время сезона.
В октябре 2011 года, в предолимпийский год, Кастер Семеня поменяла тренера. Новым тренером стала Мария Мутола, знаменитая бегунья из Мозамбика, как и Семеня ворвавшаяся в мировую элиту ещё подростком.
Была знаменосцем команды ЮАР на церемонии открытия Олимпиады в Лондоне в 2012 году. В финальном забеге на 800 метров заняла второе место, титул олимпийской чемпионки 2012 года получила после дисквалификации в 2017 году победительницы забега Марии Савиновой.
20 августа 2016 года на Олимпийских играх в Рио-де-Жанейро Кастер Семеня выиграла финальный забег на 800 метров и завоевала золотую медаль.

## Медицинский аспект

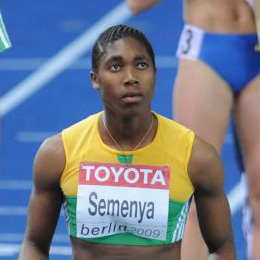
Кастер Семеня на чемпионате мира по лёгкой атлетике в Берлине, 19 августа 2009 г.

Исключительность достижений спортсменки побудила Международную ассоциацию легкоатлетических федераций (IAAF) провести расследование, в ходе которого возник вопрос о действительной половой принадлежности Кастер Семени. По данным австралийской газеты Sydney Morning Herald спортсменка оказалась интерсексом, в её организме обнаружены яички. В качестве доказательства этого факта обращалось внимание, в частности, на явное отсутствие женских черт в фигуре и внешности спортсменки. В результате проведённых гендерных тестов было обнаружено отсутствие матки и яичников, в то же время генеральный директор IAAF Пьер Вайсс заявил, что Семеня является женщиной, но «не на 100 процентов». Особенность её организма заключается в природно высоком уровне мужских гормонов. Международная ассоциация легкоатлетических федераций потребовала медикаментозной коррекции этого состояния спортсменки, однако в 2015 году Спортивный арбитражный суд по иску другой легкоатлетки, Дьюти Чанд, постановил, что такое требование незаконно.
Решением от 1 мая 2019 г Спортивный арбитражный суд (CAS) отклонил апелляцию южноафриканской бегуньи Кастер Семени к Международной ассоциации легкоатлетических федераций (IAAF). По новым правилам, олимпийская чемпионка должна будет снижать уровень тестостерона, чтобы участвовать в соревнованиях. CAS признал, что новая система допуска имеет дискриминационный характер. Но такая дискриминация «является необходимой, разумной и пропорциональной» для «сохранения целостности женской атлетики», говорится в решении, опубликованном на сайте суда.

## Личная жизнь
В мае 2015 года заключила однополый брак со своей возлюбленной Виолет Рассебоя. Брак был заключён в местечке Га-Дикгале в ходе традиционной церемонии, предусмотренной для гетеросексуальных браков.